# Karsan

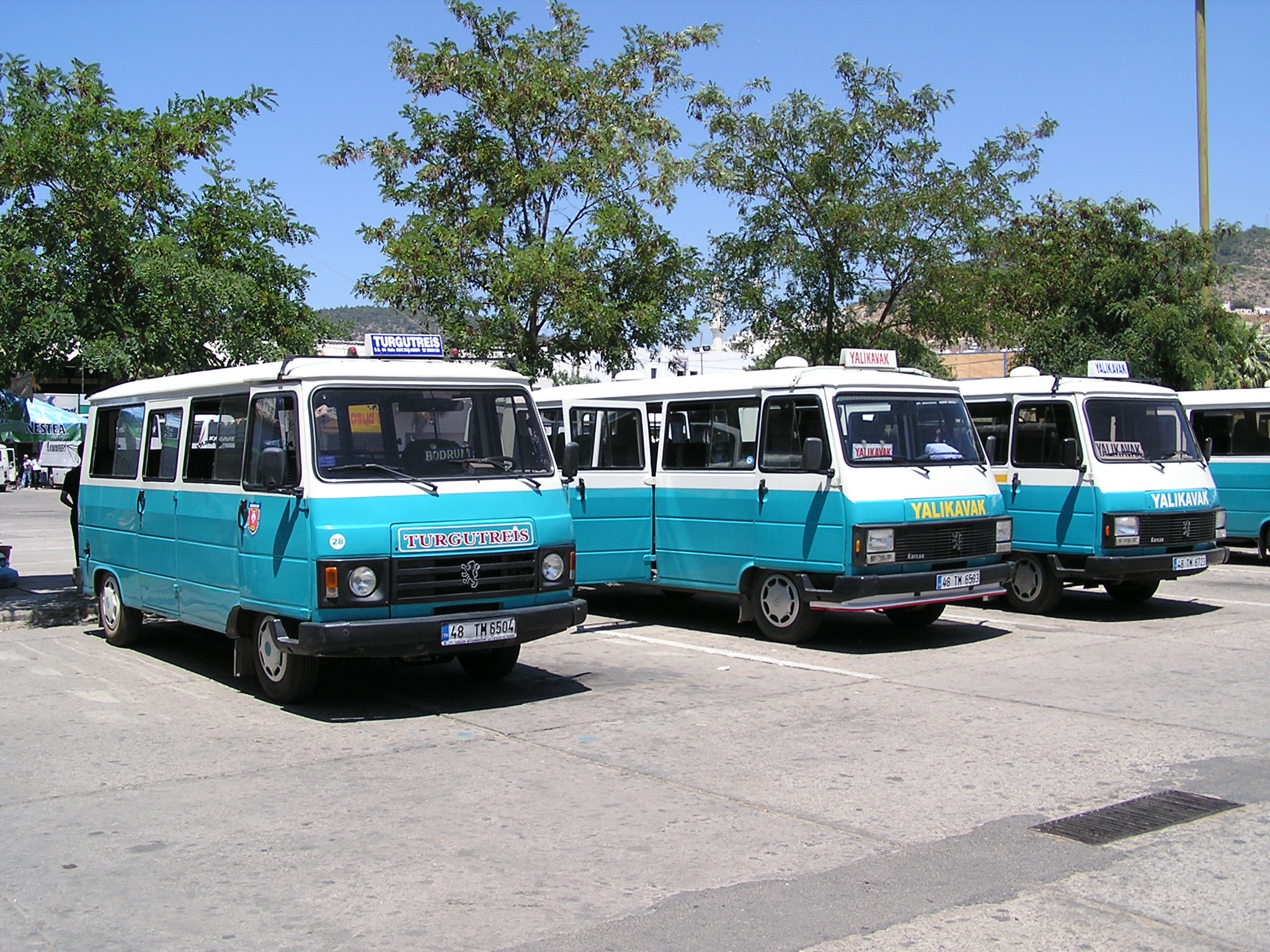
Выпускаемое компанией Karsan маршрутное такси («долмуш») на базе Peugeot J9s в г. Бодрум, Турция

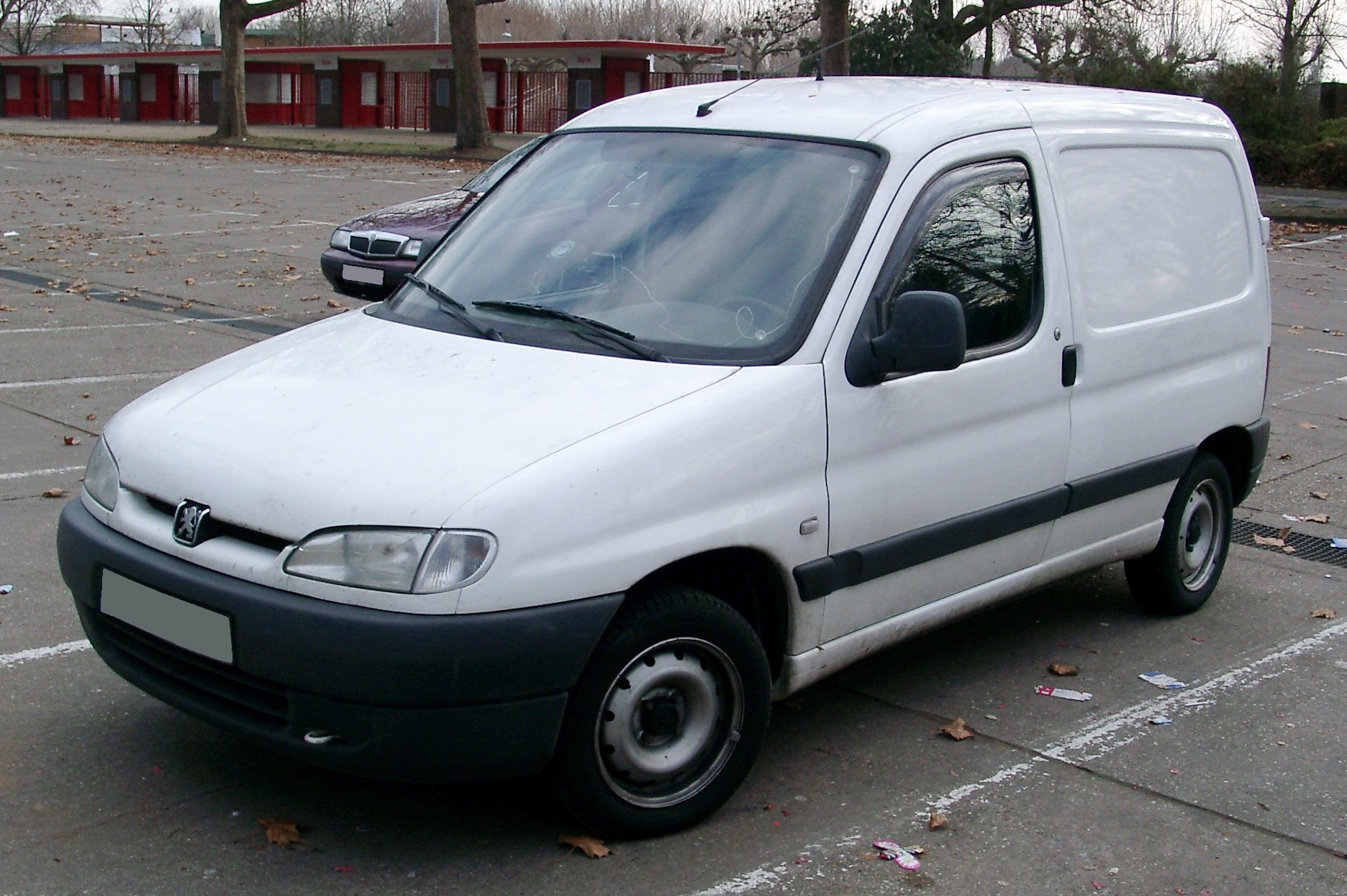
Peugeot Partner, производимый с 1997 (рестайлинг 2003 и 2008)

Карсан (Karsan Otomotiv Sanayii ve Ticaret A.Ş.) — турецкая машиностроительная компания, расположенная в городе Акчалар.

## История
Основанная в 1966 году, компания «Карсан» в период 1979—1998 перешла под контроль холдинга Koç Group, а затем в 1998 году её контрольный пакет был выкуплен возглавляемой Инаном Кырачем группой Kıraça Group.
Компания, имеющая на 100 % турецкий уставной капитал, производит по лицензии и реализует микроавтобусы Peugeot, а также Fiat Ducato и его аналог Peugeot Boxer. Кроме того, Карсан выпускает различные спецмашины (для скорой помощи, полиции, такси), в том числе и полноприводные.
В сфере производства грузовых автомобилей Карсан имеет связи с фирмой Hyundai (лёгкие грузовики), Renault Trucks (магистральные грузовые автомобили, автопоезда) и с BredaMenarinibus (автобусы).
В 1998 году в строительство нового завода в Акчаларе было инвестировано 70 миллионов долларов, и уже в октябре 1999 там был начат выпуск автомобилей. Большую часть инвестиции составили собственные средства компании. По результатам проведённых работ, производительность составила до 25 000 машин в год при работе в две смены. В 2001 году дополнительная инвестиция в 2 миллиона позволила увеличить производительность малярного цеха до 40 000 автомобилей в год.
Автомобиль «Karsan V-1», наряду с Ford Transit Connect и Nissan NV200, был одним из трёх финалистов в конкурсе на «такси завтрашнего дня» для Нью-Йорка. Победителем 3 мая 2011 года был объявлен Nissan NV200.
В конце 2010 микроавтобус Karsan J10 сменил предыдущую модель, J9 Premier. J10 выпускается в трёх версиях с пассажировместимостью 14, 17 или 20 человек и разработанным на Iveco 2,3-литровым дизельным двигателем типа Коммон Рэйл, соответствующим нормам Евро-4.

## Выпускаемые модели

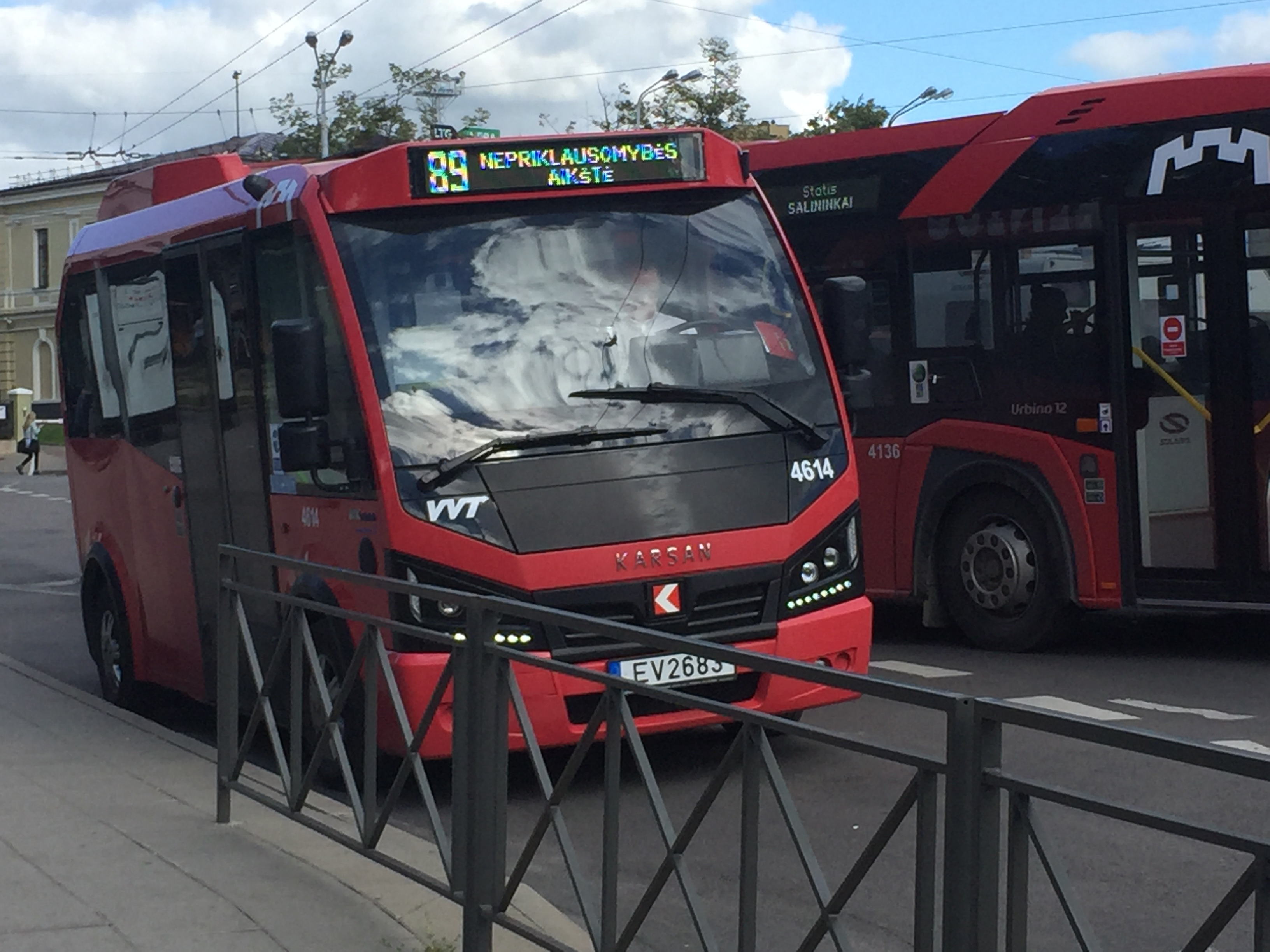
Karsan e-Jest

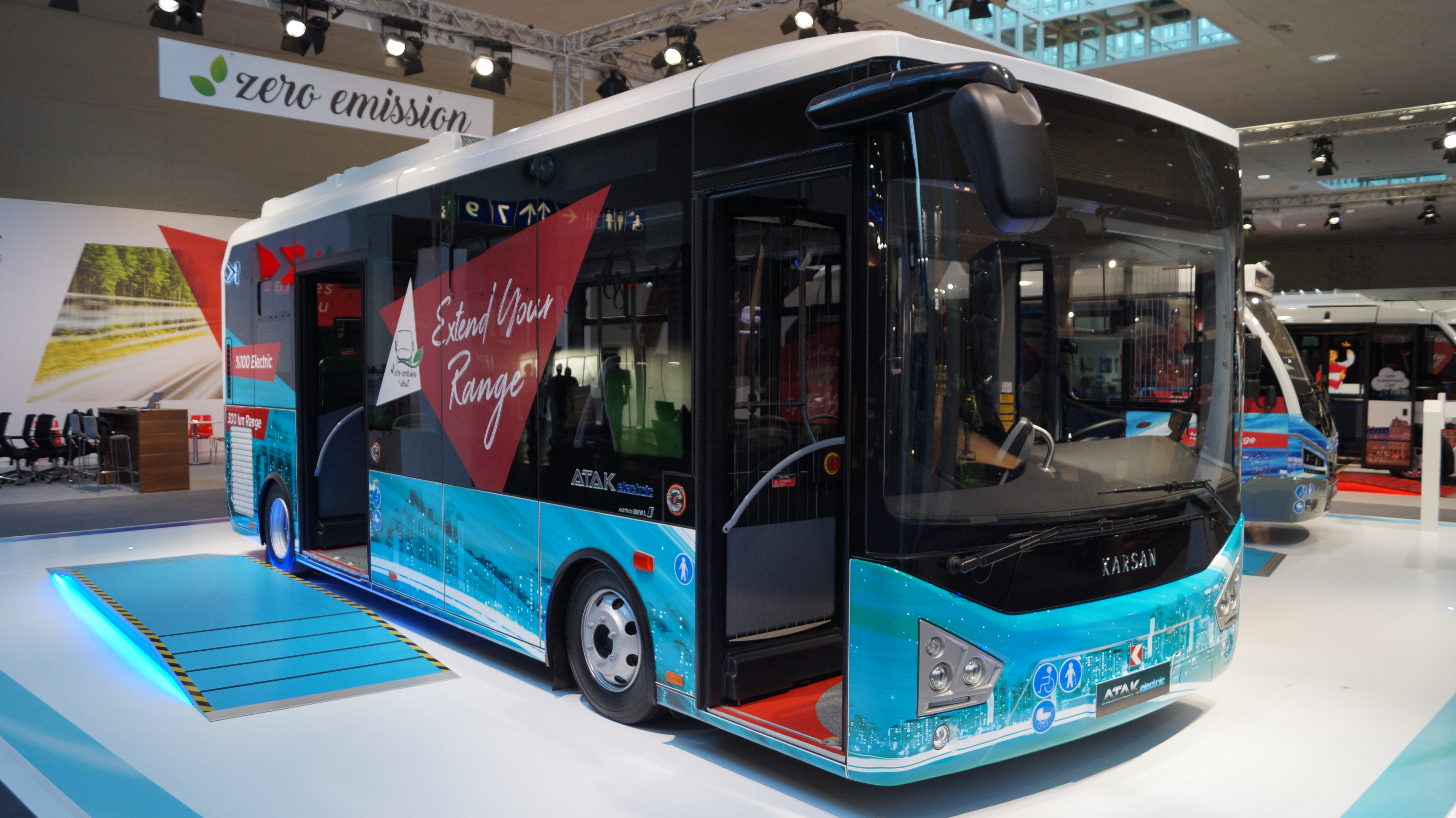
Karsan Atak

- Peugeot J9 (1981-)
- Peugeot Partner (1997-)
- Peugeot Boxer (2001-?)
- Fiat Ducato (2001-?)
- Karsan J9 Premier (2006—2010)
- Hyundai Truck (2007-)
- Citroën Berlingo (2008-)
- Renault Premium (2008-)
- Renault Kerax (2009-)
- BredaMenarinibus Vivacity (2010-)
- BredaMenarinibus Avancity (2010-)
- Karsan J10 (2010-)
- Karsan V-1 (прототип)
- Karsan MB1-CS (2013-)

- Karsan Jest (2013-)

- Karsan Atak (2015-)